# Andrea di Raviscanina
Andrea di Raviscanina (1130 circa – 1180 circa) è stato un cavaliere medievale normanno.
Fu Conte di Alife nel 1154-55; ribellatosi al sovrano Guglielmo I di Sicilia, perse il feudo.
Era figlio di Riccardo di Raviscanina che con il congiunto Roberto II di Capua e le truppe del papa aveva combattuto contro il sovrano Ruggero II di Sicilia nello scontro di Galluccio il 22 luglio 1139. Gli sconfitti avevano trovato scampo nella fuga in Germania, dove furono accolti dall'imperatore Corrado III.

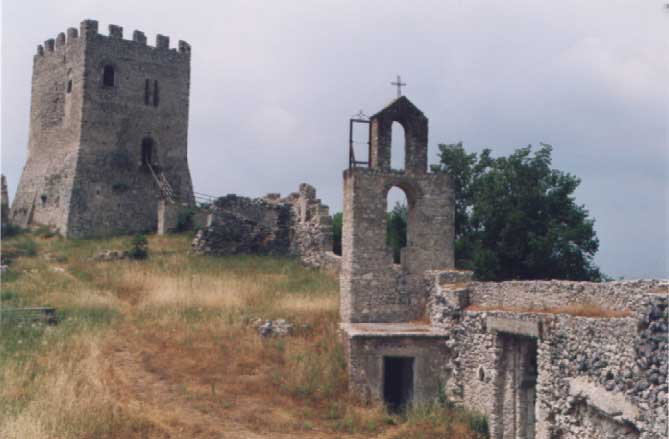
Resti del castello di Raviscanina e del borgo medievale fortificato

Qui esule crebbe il giovane Andrea che solo nel 1154-55 poté ritornare nell'Italia meridionale (al seguito di Federico Barbarossa sceso a Roma per farsi incoronare) e compiere incursioni che gli avrebbero consentito di recuperare il feudo di Alife.
Alla fine del 1155 e agli inizi del 1156 assale e conquista la città di San Germano (Cassino) e Aquino; ma nel corso del 1156 le truppe del re Guglielmo I di Sicilia riconquistano i territori pugliesi e Andrea viene scacciato con l'alleato Roberto III di Loritello dal sovrano e si rifugia a Benevento dove trova scampo anche il papa sconfitto. In seguito fugge a Costantinopoli con lo scopo di ottenere soccorso in uomini e denaro, ma la sua richiesta non viene accolta poiché i Bizantini, nel frattempo, hanno stipulato una pace trentennale col re di Sicilia.
Allora nel 1166 Andrea ritorna nel Regno e assedia Pastina e poi l'anno dopo partecipa alla battaglia di Prata Porci nell'esercito di Cristiano arcivescovo di Magonza.
Andrea fu reintegrato temporaneamente al potere nel 1168 (o 1169). Ma l'ostilità del sovrano normanno si fece sentire nel 1178 quando Guglielmo II di Sicilia assegnò la contea a Riccardo di Fondi.